# Schlacht um Würzburg (1945)
1944: Overlord · Dragoon · Mons · Market Garden · Scheldemündung · Aachen · Hürtgenwald · Queen · Elsass-Lothringen · Ardennen
1945: Nordwind · Bodenplatte · Blackcock · Colmar · Veritable · Grenade · Blockbuster · Lumberjack · Undertone · Plunder · Flashpoint · Aschaffenburg · Würzburg · Ruhrkessel · Friesoythe · Nürnberg
Die Schlacht um Würzburg 1945 dauerte von Karsamstag, dem 31. März 1945, bis zum darauffolgenden Freitag, dem 6. April 1945, und endete mit der Einnahme der unterfränkischen Großstadt durch die 42. US-Infanteriedivision (Rainbow).

## Ablauf
Für diese Division war die Verteidigung Würzburgs auf Befehl Hitlers, unter Gauleiter Otto Hellmuth und unter militärischer Führung von Oberst Richard Wolf der erste größere Widerstand nach der Rheinüberquerung. Nachdem Hettstadt im Nordwesten Würzburgs am Ostersonntag in amerikanische Hand gefallen war, wurden in der Nacht von Ostersonntag auf Ostermontag unter dem Druck der vorrückenden amerikanischen Truppen und wegen nicht im erwarteten Maße eintreffender Verstärkungen alle deutschen Kräfte auf das rechte Mainufer zurückgezogen.
Während die US-Artillerie auf den Anhöhen des Nikolausberges und des Katzenberges Stellung bezog, um von dort die Innenstadt zu beschießen, wurde der rechtsmainische Keesberg mit deutschen Geschützen bestückt. Am 2. April (Ostermontag) wurde dann gegen 11:30 Uhr die Ludwigsbrücke (auch Löwenbrücke genannt), gegen 16:45 Uhr die Alte Mainbrücke und gegen 17:15 Uhr die Luitpoldbrücke (heute Friedensbrücke) gesprengt, womit alle drei damals existierenden Würzburger Mainbrücken für amerikanische Truppenbewegungen unpassierbar waren.
In der Nacht zum Dienstag setzten einige GIs im Bereich der Ludwigsbrücke mit leichten Booten über den Main, ohne auf nennenswerten Widerstand zu stoßen, und am darauffolgenden Tag konnte der dort errichtete Brückenkopf ausgeweitet werden. Die Truppenbewegungen kamen jedoch schon ziemlich bald unter das gezielte Feuer von Scharfschützen, die vom Kampfkommandanten Wolf in Häusern postiert worden waren. Stromabwärts (nördlich) der Alten Mainbrücke wurden auf einer von Pionieren errichteten Schwimmbrücke ab dem 3. April leichte Fahrzeuge und Infanteristen auf das rechte Mainufer transportiert. Durch das Ende der heftigen Schlacht um Aschaffenburg wurden weitere amerikanische Kräfte freigesetzt.
Die schwersten Häuserkämpfe fanden am Mittwoch und am Donnerstag im Innenstadtbereich statt, welcher seit dem Bombenangriff auf Würzburg am 16. März 1945 in Trümmern lag. Ein am 5. April versuchter Gegenstoß deutscher Truppen in Richtung der drei Mainbrücken scheiterte wegen mangelnder Bewaffnung und Würzburg fiel in amerikanische Hand.
Nachdem sein Sohn beim Kampf in einer Volkssturmabteilung gefallen war, setzte sich der ebenfalls mit der Waffe in der Hand kämpfende Oberbürgermeister Theo Memmel ins Hinterland ab. Am Freitag, dem 6. April 1945, stellten auch die letzten deutschen Einheiten in Außenstadtbezirken den Widerstand ein und der Kampf um Würzburg war um 19:45 Uhr beendet.

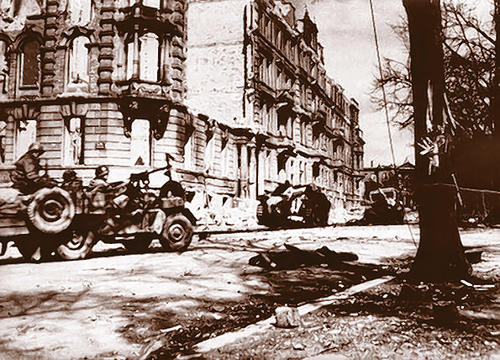
Motorisierte Infanterie in den zerstörten Straßen Würzburgs
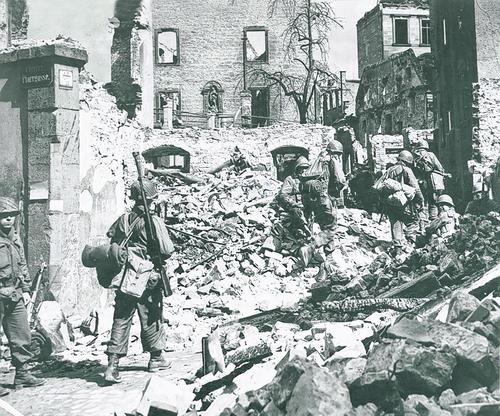
GIs im Trümmerfeld der Würzburger Innenstadt im April 1945